# Nieuw-Zeeland op de Olympische Zomerspelen 1952
Nieuw-Zeeland nam deel aan de Olympische Zomerspelen 1952 in Helsinki, Finland. Voor het eerst werd er meer dan één medaille door Nieuw-Zeeland gewonnen.

## Medailleoverzicht
| Sport    | Olympiër        | Discipline       | Medaille |
| -------- | --------------- | ---------------- | -------- |
| Atletiek | Yvette Williams | verspringen (v)  | Goud     |
| Atletiek | John Holland    | 400m horden (m)  | Brons    |
| Zwemmen  | Jean Stewart    | 100m rugslag (v) |          |

## Deelnemers en resultaten
(m) = mannen, (v) = vrouwen, (g) = gemengd

### Atletiek
| Olympiër         | Discipline       | Resultaat | Prestatie                                                                                         |
| ---------------- | ---------------- | --------- | ------------------------------------------------------------------------------------------------- |
| Maurice Marshall | 800m (m)         | 25e       | serie 1: 4de in 1.56,2                                                                            |
| George Hoskins   | 800m (m)         | 21e       | serie 5: 1ste in 3.56,2 halve finale 1: 12de in 3.53,0                                            |
| Maurice Marshall | 800m (m)         | 42e       | serie 4: 7de in 4.01,0                                                                            |
| George Hoskins   | 5000m (m)        | 21e       | serie 3: niet gefinisht                                                                           |
| John Holland     | 400m horden (m)  | Brons     | serie 6: 1ste in 53,3 kwartfinale 2: 1ste in 52,2 halve finale 1: 2de in 52,0 finale: 3de in 52,2 |
|                  |                  |           |                                                                                                   |
| Yvette Williams  | verspringen (v)  | Goud      | kwalificatie groep B: 1ste met 6,16m (OR) finale: 1ste met 6,24m (OR)                             |
| Yvette Williams  | kogelstoten (v)  | 6e        | kwalificatie: 10de met 12,64m finale: 6de met 13,35m                                              |
| Yvette Williams  | discuswerpen (v) | 10e       | kwalificatie: 4de met 41,32m finale: 10de met 40,48m                                              |

### Gewichtheffen
| Olympiër        | Discipline | Resultaat | Prestatie                                                                             |
| --------------- | ---------- | --------- | ------------------------------------------------------------------------------------- |
| Harold Cleghorn | +90kg (m)  | 7e        | drukken: 6de met 130kg trekken: 6de met 117,5kg stoten: 7de met 152,5kg totaal: 400kg |

### Roeien
| Olympiër                                                                  | Discipline   | Resultaat | Prestatie                                          |
| ------------------------------------------------------------------------- | ------------ | --------- | -------------------------------------------------- |
| George Johnson Colin Johnstone Donald McLeod John O'Brien William Tinnock | vier-met (m) | 12e       | serie 4: 4de in 7.25,2 herkansingen: 2de in 7.07,3 |

### Wielersport
| Olympiër                        | Discipline  | Resultaat | Prestatie                                                                              |
| Baan                            | Baan        | Baan      | Baan                                                                                   |
| ------------------------------- | ----------- | --------- | -------------------------------------------------------------------------------------- |
| Colin Dickinson                 | sprint (m)  | 17e       | 1ste ronde: 4de 1ste ronde herkansingen: 3de                                           |
| Malcolm Simpson                 | tijdrit (m) | 11e       | 1.15,1                                                                                 |
| Colin Dickinson Malcolm Simpson | tijdrit (m) | 5e        | 1ste ronde: W van SUI Arber/Siegenthaler: 11,3 kwartfinale: V van FRA Le Normand/Vidal |

### Zwemmen
| Olympiër        | Discipline       | Resultaat | Prestatie                                            |
| --------------- | ---------------- | --------- | ---------------------------------------------------- |
| Lincoln Hurring | 100m rugslag (m) | 13e       | serie 6: 3de in 1.09,6 halve finale 1: 7de in 1.10,2 |
|                 |                  |           |                                                      |
| Jean Stewart    | 100m rugslag (v) | Brons     | serie 1: 2de in 1.16,0 finale: 3de in 1.15,8         |

Argentinië · Australië · Bahama's · België · Bermuda · Birma · Brazilië · Brits-Guiana · Bulgarije · Canada · Ceylon · Chili · China · Cuba · Denemarken · Duitsland · Egypte · Filipijnen · Finland · Frankrijk · Goudkust · Griekenland · Groot-Brittannië · Guatemala · Hongarije · Hongkong · Ierland · IJsland · India · Indonesië · Iran · Israël · Italië · Jamaica · Japan · Joegoslavië · Libanon · Liechtenstein · Luxemburg · Mexico · Monaco · Nederland · Nederlandse Antillen · Nieuw-Zeeland · Nigeria · Noorwegen · Oostenrijk · Pakistan · Panama · Polen · Portugal · Puerto Rico · Roemenië · Saarland · Singapore ·  Sovjet-Unie · Spanje · Thailand · Trinidad en Tobago · Tsjecho-Slowakije · Turkije · Uruguay · Venezuela · Verenigde Staten · Vietnam · Zuid-Afrika · Zuid-Korea · Zweden · Zwitserland